# Deutscher Fliegerarztverband
Der Deutsche Fliegerarztverband e. V. (DFV) ist ein Zusammenschluss von deutschen Fliegerärzten mit Sitz in Badbergen. Der Verband hat seinem Vereinsnamen im Jahre 2009 als weitere Bezeichnung German Association of Aeromedical Examiners (GAAME) hinzugefügt, um im europäischen Kontext besser erkennbar zu sein. Beide Begriffe sind geschützt.

## Grundsätzliche Verbandsziele
Fliegerärzte untersuchen Luftfahrer, Kabinenpersonal und Angehörige des Flugverkehrskontrolldienstes – sowie die zugehörigen Bewerber – auf ihre Flugtauglichkeit und stellen Medizinische Tauglichkeitszeugnisse aus. Die Sicherung der Untersuchungsqualität und die Umsetzung möglichst einheitlicher Beurteilungsstandards nach den Untersuchungen sind wichtige Ziele des Deutschen Fliegerarztverbandes. Der Verband versteht sich als behördenunabhängiger Sachwalter der Flugmedizin und bietet dem Verordnungsgeber sowie den Luftfahrtbehörden seine Expertise an. Dabei achtet der Verband nach eigener Darstellung auf die tatsächliche Sinnhaftigkeit und Durchführbarkeit der amtlichen Regelwerke. In Konfliktfällen hat der Verband mehrfach gegen behördliche Vorschriften den Rechtsweg eingeschlagen und/oder Kläger vor Gerichten unterstützt.

## Wichtige Aktivitäten
Der Verband wirkt mit bei den Konsultationen der Behörden und der Fliegerärzte in den AMC und den übrigen Untersuchungsstellen. Dabei stehen besonders Auslegungs- und Anwendungsfragen zur flugmedizinischen Tauglichkeit im konkreten Fall auf der Agenda. Zur Schaffung bundesweit einheitlicher Beurteilungsgrundlagen informiert der Verband die Mitglieder über Auslegungsprobleme und -ergebnisse fliegerärztlicher Problemfälle.
Der Verband hat sich gegen die, für das Jahr 2013 erwarteten, neuen Regelwerke der Europäischen Agentur für Flugsicherheit (EASA) für die Tauglichkeitsuntersuchungen der Luftfahrer und die zugehörigen Medizinischen Tauglichkeitszeugnisse positioniert, weil er schwerwiegende Verletzungen des medizinischen Datenschutzes der Luftfahrer erwartet.